# Witney & District League
Witney & District League är en engelsk fotbollsliga baserad i Oxfordshire. Den har fem divisioner och toppdivisionen Premier Division ligger på nivå 13 i det engelska ligasystemet.
Ligan är en matarliga till Oxfordshire Senior League.

## Mästare
| Säsong  | Premier Division | Division One    | Division Two          | Division Three         | Division Four   |
| ------- | ---------------- | --------------- | --------------------- | ---------------------- | --------------- |
| 2005/06 | Freeland         | Spartan Rangers | Bampton               | Combe                  |                 |
| 2006/07 | Freeland         | Bampton Town    | Brize Norton Reserves | Bampton Town Reserves  |                 |
| 2007/08 | Brize Norton     | Witney Royals   | Bampton Town Reserves | FC Chequers            | Chad Park       |
| 2008/09 | Hailey           | Combe           | FC Chequers           | Witney Royals Reserves | Carterton A     |
| 2009/10 | Hailey           | Wychwood Forest | Chad Park             | Stanton Harcourt       | Witney Royals A |
| 2010/11 | Hanborough       | North Leigh A   | Stanton Harcourt      | Freeland 'A'           | Carterton Pumas |